# Хелльнер, Якоб
Якоб Хелльнер (швед. Jacob Hellner; род. 19 марта 1961) — шведский музыкальный продюсер, работавший с такими группами, как Rammstein, Apocalyptica, Clawfinger, Enter the Hunt и другими. В настоящее время он работает в паре с Carl-Michael Herlöfsson над группой Bomkrash. 
Хелльнер является автором ремикса на песню Du hast группы Rammstein, который вошёл в состав одноимённого сингла. Последней на данной момент работой с Rammstein является DVD Rammstein: Paris.

## Жизнь
До начала карьеры продюсера Хелльнер пробовал себя в роли барабанщика и гитариста, но обнаружил, что ему больше нравится создавать музыку, чем интерпретировать ее. Он также был преподавателем по компьютерным технологиям и программам. Вернувшись с работы в Сан-Франциско, он получил возможность продюсировать дебютный альбом группы Clawfinger, Deaf Dumb Blind. Это был его прорыв как продюсера. Он был продюсером группы Rammstein с момента выхода их первого альбома , а также продюсировал первый альбом стороннего проекта гитариста Rammstein Рихарда Круспе под названием Emigrate.
Когда в 2017 году были выпущены концертный DVD и CD Rammstein: Paris, Хелльнер все еще отвечал за звук. Для следующего седьмого альбома Rammstein, который был выпущен в 2019 году, группа определилась с новой командой продюсеров.

## Список работ
Rammstein:
- Herzeleid (1995)
- Sehnsucht (1997)
- Live aus Berlin (1999)
- Mutter (2001)
- Reise, Reise (2004)
- Rosenrot (2005)
- Völkerball (2006)
- Liebe ist für alle da (2009)
- Rammstein: Paris (2017)

Emigrate:
- Emigrate (2007)

Lindemann:
- Skills in Pills (2015)

Apocalyptica:
- Worlds Collide (2007)

Fleshquartet:
- Fire Fire (1996)

Delain:
- We Are the Others (2012)

Backyard Babies:
- Backyard Babies (2008)

- Four by Four (2015)

Entombed A.D.:
- Dead Dawn (2016)
- Bowels of Earth (2019)

Covenant:
- In Transit (2007)

Clawfinger:
- Deaf Dumb Blind (1993)
- Use Your Brain (1995)
- A Whole Lot of Nothing (2001)
- Zeros & Heroes (2003)

Felix da Housecat:
- A Bugged Out Mix (2003)

Monster:
- Rockers Delight (2002)